# 強烈熱帶風暴米雷 (2011年)
強烈熱帶風暴米雷（英語：Severe Tropical Storm Meari，聯合颱風警報中心：WP072011，菲律賓大氣地球物理和天文管理局：Falcon，國際編號：1105）為2011年太平洋颱風季第5個被命名的風暴。
米雷（韓語：메아리）一名來自朝鲜，其意義為回音。

## 形成歷程及路徑
6月21日14時中央氣象局發布的天氣圖已將07W升格為熱帶低氣壓，並測出中心最低氣壓為1002百帕。6月22日下午，中央氣象局、日本氣象廳升格為輕颱、熱帶風暴並命名為米雷。
6月22日，中央氣象局於14時將其升格為輕度颱風。6月23日當地報導，最快於6/23晚間發出海上颱風警報，不排除增強為中度颱風並發布陸上颱風警報。同日23時30分，中央氣象局發布海上颱風警報。
6月23日20時中央氣象局測出米雷的中心最低氣壓為993百帕。
6月24日17時30分中央氣象局測出米雷的中心最低氣壓增強為985百帕。由於米雷有龐大的環流6月24日中午開始台灣北部已經出現陣雨或豪雨。18時正，日本氣象廳升格為強烈熱帶風暴，並報告測得最低氣壓980百帕。
6月25日米雷的中心最低氣壓又增強為970百帕。（中央氣象局則公佈982百帕）
6月26日8時，根據中央氣象局的報告米雷中心最低氣壓減弱為985百帕，但它仍然是輕度颱風。同日下午14時米雷登陸青島市（中国中央气象台认定21时10分登陆威海市荣成市成山鎮，登陆时中心最低气压为982百帕。），根據中央氣象局的報告米雷中心最低氣壓仍然為985百帕，故它仍然是輕度颱風。同日15時米雷進入北黄海，朝著朝鮮半島的北韓前進，中央氣象局預測6月27日清晨米雷將會登陸朝鮮。
6月27日8時米雷還沒登陸朝鮮，從衛星雲圖米雷看似已經消散，但米雷還是保有20m/s（70km/h）的風速，仍為輕度颱風。同時，日本氣象廳測出米雷的中心最低氣壓已減弱為990百帕。根據中央氣象局報告指出米雷仍為輕度颱風。同日9時米雷從朝鮮民主主義人民共和國平安南道文德郡登陸，下午3時日本氣象廳報告認為米雷已經轉化為一股溫帶氣旋。

## 影響

### 菲律賓
由於此風暴接近菲律賓，菲律賓大氣地球物理和天文管理局為此風暴發出一號颱風信號。

### 臺灣
當地發出最高颱風警告：海上颱風警報
- 6月22日，中央氣象局於14時將其升格為颱風。
- 6月23日當地報導，最快於6月23日晚間發出海上颱風警報[2]。同日23時30分，中央氣象局發布海上颱風警報。
- 6月25日，由於颱風偏北並逐步離開台灣北部、東北部海面，中央氣象局於14時30分解除海上颱風警報。

### 日本
米雷的暴風圈經過琉球群島一帶。

### 中国大陆

#### 福建省
當地省級最高熱帶氣旋警告信號： 颱風藍色預警信號
福建省提示在台灣相關海域作業的船者應該即時回港避風。

#### 山東省
當地省級最高熱帶氣旋警告信號： 颱風黃色預警信號
- 6月26日21時10分米雷登陸威海荣成市成山鎮。

#### 辽宁省
當地省級最高熱帶氣旋警告信號： 颱風黃色預警信號

### 大韓民國、
經過多國氣象站預測，米雷將於6月26日逐步影響朝鮮半島。
- 6月27日9時米雷從北韓登陸（主體100年第5號颱風[3]）。

### 俄羅斯
6月27.28日米雷有機會進入中俄邊境、俄羅斯境內、沿海影響俄羅斯並轉為溫帶氣旋或熱帶性低氣壓。

## 熱帶氣旋警告使用記錄

### 菲律賓
| 菲律賓大氣地球物理和天文管理局 風暴信號 | 菲律賓大氣地球物理和天文管理局 風暴信號 | 菲律賓大氣地球物理和天文管理局 風暴信號 |
| --------------------------------------- | --------------------------------------- | --------------------------------------- |
| 上一熱帶氣旋                            | 一號風暴信號                            | 下一熱帶氣旋                            |
| 熱帶低氣壓海馬                          | 一號風暴信號                            | 強烈熱帶風暴洛坦                        |

### 臺灣
| 中央氣象局 颱風警報 | 中央氣象局 颱風警報 | 中央氣象局 颱風警報 |
| ------------------- | ------------------- | ------------------- |
| 上一熱帶氣旋        | 海上颱風警報        | 下一熱帶氣旋        |
| 強烈颱風桑達        | 海上颱風警報        | 中度颱風梅花        |

### 中国

#### 福建省
| 福建省氣象台 颱風預警信號 | 福建省氣象台 颱風預警信號 | 福建省氣象台 颱風預警信號 |
| ------------------------- | ------------------------- | ------------------------- |
| 上一熱帶氣旋              | 颱風黃色預警信號          | 下一熱帶氣旋              |
| 熱帶風暴莎莉嘉            | 颱風黃色預警信號          | 颱風南瑪都                |

#### 山東省
| 山東省氣象台 颱風預警信號 | 山東省氣象台 颱風預警信號 | 山東省氣象台 颱風預警信號 |
| ------------------------- | ------------------------- | ------------------------- |
| 上一熱帶氣旋              | 颱風橙色預警信號          | 下一熱帶氣旋              |
| 未知                      | 颱風橙色預警信號          | 未有                      |

#### 辽宁省
| 辽宁省氣象台 颱風預警信號 | 辽宁省氣象台 颱風預警信號 | 辽宁省氣象台 颱風預警信號 |
| ------------------------- | ------------------------- | ------------------------- |
| 上一熱帶氣旋              | 颱風橙色預警信號          | 下一熱帶氣旋              |
| 待查                      | 颱風橙色預警信號          | 未有                      |

## 外部連結
- （英文）http://www.usno.navy.mil/JTWC/ （页面存档备份，存于） 聯合颱風警報中心首頁
- （繁體中文）http://www.cwb.gov.tw/ （页面存档备份，存于） 中央氣象局首頁
- （日語）http://www.jma.go.jp/jma/index.html （页面存档备份，存于） 日本氣象廳首頁
- （繁體中文）http://www.hko.gov.hk/ （页面存档备份，存于） 香港天文台首頁
- （繁體中文）http://www.smg.gov.mo/ （页面存档备份，存于） 澳門地球物理暨氣象局首頁